# Raï
Pour l’article ayant un titre homophone, voir Rail.
Pour l’article homonyme, voir Raï (homonymie).
Le Raï (en arabe : الراي) est un genre musical algérien, né dans sa forme traditionnelle au début du XXe siècle dans la région de l'Oranie (Oran, Sidi-bel-Abbès et Aïn Témouchent). Cette musique s'est ensuite modernisée dans les années 1970, puis internationalisée depuis les années 1990,,.
En 2022, le raï, est inscrit sur la liste représentative du patrimoine culturel immatériel de l'humanité en tant que chant populaire d'Algérie.

## Origines du terme

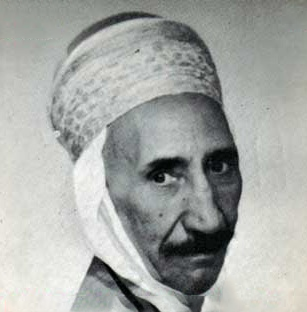
Cheikh Hamada (1889-1968), maître de la chanson bédoui, ancêtre de la musique raï.

Le mot raï possède en arabe plusieurs significations connexes : « façon de voir », « opinion », « point de vue », « conseil », voire « objectif », « plan », « pensée », « jugement », « volonté », « libre choix »,,. Selon le journaliste Mohamed Balhi, qui, le premier, a étudié ce genre musical alors officiellement prohibé et popularisé dans les médias, ce nom viendrait de l’époque où le cheikh (maître), où les poètes de tradition melhoun du style bedoui et plus précisément sa variante le wahrani, prodiguaient sagesse et conseils sous forme de poésies chantées en darija. Le melhoun aurait en effet eu ses prémices à l’époque almohade durant laquelle de nombreuses productions maghrébines et andalouses du zadjal ont vu le jour selon Ibn Khaldoun. La forme première du melhoun, véhiculée par les maddahin, s’accommodait en effet très bien avec la mission de diffusion d’information que s’étaient assigné les premiers Almohades.
Une autre explication au nom donné à cette musique d'improvisation est l'interjection Ya raï  (Va, dis !) utilisée pour relancer l'inspiration des musiciens et des chanteurs dans les fêtes rituelles.

## Histoire

### Débuts

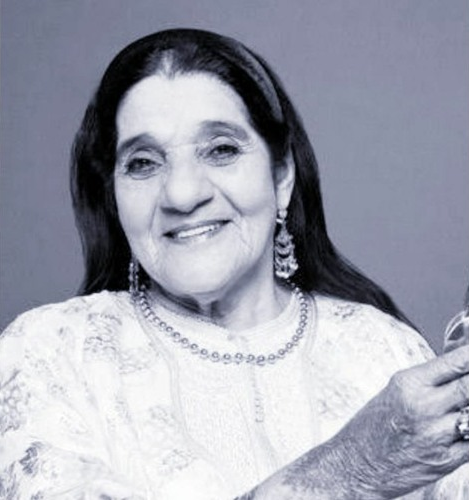
Cheikha Remitti (1923-2006), chanteuse de raï traditionnel et de bedoui, considérée comme la mère spirituelle du raï, tous styles, générations et sexes confondus.

Le raï est une musique rurale originaire de l'Ouest algérien, ancrée dans les traditions des Bédouins. Cette forme musicale a été popularisée au début du siècle dernier par les medahates, des groupes composés de femmes. Elles chantantent des louanges à Dieu et au prophète Mahomet. Leur unique accompagnement musical se composait de percussions traditionnelles comme le bendir et le gallal. Les meddahates ont établi les fondations d'un genre musical qui a continuellement évolué depuis. 
Depuis les années 1930, en parallèle de ces groupes de femmes, les maîtres et maîtresses du melhoun traditionnel de l'Ouest algérien tels Cheikh Khaldi, Cheikh Hamada ou Cheikha Remitti, représentent la culture guerrière traditionnelle. Leur répertoire est double. Le registre officiel célèbre la religion, l'amour et les valeurs morales lors des fêtes des saints des tribus, les mariages ou les circoncisions. Le registre irrévérencieux (une échappatoire aux rigueurs de la morale islamique) est interdit et chanté essentiellement dans les souks et les tavernes. Danseuses et musiciens ambulants y parlent de l'alcool et des plaisirs de la chair. Ces deux formes sont à l’origine du raï moderne. 
Dans les années 1930, on chante le wahrani, accompagnée à l’oud, à l’accordéon, au banjo ou au piano. Cette musique qui, à l’origine, ne rassemble que quelques chanteurs, finit par s’étendre, après l’indépendance, à l’ensemble de l’Algérie. Les instruments traditionnels du raï (nay, derbouka, zoukra et bendir) s’accommodent de la guitare électrique et sa pédale wah wah comme chez Ahmed Zergui ou de la trompette et du saxophone comme chez Bellemou Messaoud.
Cheikha Remitti, considérée comme la mère du raï moderne donne déjà des concerts très discrets à l'époque de la colonisation française. Le raï a « un goût de soufre ». Dans les années 1950, Belkacem Bouteldja, puis Boutïba Saïdi et Messaoud Bellemou introduisent des instruments modernes dans le raï traditionnel.
Dans les années 1960 apparaissent deux orchestres qui font bouger la ville d'Oran : l'orchestre « Les Adam's », et l'orchestre « Les Student's ». À cela il faut ajouter, les influences des populations judéo-algériennes, européennes d'Algérie, et d'artistes berbères sur cette musique. celle-ci incorporera aussi du châabi. Entre les années 1960 et la fin des années 1980, le raï traditionnel subit encore de nombreuses transformations avant d'arriver à sa première forme connue en France, forme qui permettra le début de son internationalisation.

### Modernisation et popularisation

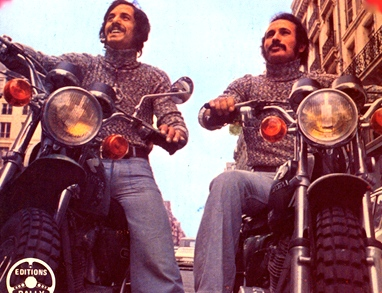
Les frères Rachid et Fethi, les premiers qui ont modernisé profondément à l'occidentale la musique raï et propulsé plusieurs chebs sur la scène artistique comme : Anouar, Khaled, Houari Benchenet et Sahraoui.

Dans la fin des années 1960, le raï se modernise grâce à Ahmed Zergui (1948-1983), chanteur considéré comme l'un des pères du raï moderne, et qui y a introduit dans les années 1970 la guitare électrique et l’accordéon, pour ce qu'on a appelé le « pop raï ».
L'apparition de la cassette en Algérie a joué un rôle crucial dans le développement du raï. En contournant les réseaux officiels de distribution, la cassette a permis à cette musique, souvent mal vue, de se diffuser largement. Ce nouveau support, facilement copiable, a offert aux auditeurs le loisir de savourer le raï tranquillement chez eux. Le raï a donc bénéficié de l'essor de la cassette, et inversement.
Au début des années 1980, les synthétiseurs et les boîtes à rythmes font leur apparition, le raï s’imprègne des styles rock, pop, funk, reggae et disco avec notamment le duo Rachid et Fethi qui développent la production raï,. «Contact», une émission de la radio Alger Chaîne 3 (composée notamment de l’animateur Mohamed Ali Allalou et du réalisateur Aziz Smati), est la première émission à passer le raï sur les ondes.
C'est seulement à partir du milieu des années 1980 que le raï est véritablement catapulté au rang de musique nationale avec l'arrivée de nouveaux chanteurs, les Chebs (« jeune », féminin cheba). Ensuite le raï se développe avec les Cheba Fadila (You Are Mine "Nebghik Ya Aîniya", 1988), Cheb Khaled (Kutche, 1989), Cheb Mami (Let Me Raï, 1990), Cheb Sahraoui, Chaba Zahouania, Cheb Hamid, Gana Maghnaoui, Cheb Kader, etc. Il existe également des groupes comme Raïna Raï (Hakda, Zina), très populaire en Algérie, qui colore ses morceaux avec d'autres genres musicaux. Il existe également plusieurs artistes féminines de raï (qui viennent souvent de Medahates) telles que Cheikha Rabia, Chaba Zahouania, Chaba Fadela ou Cheikha Djénia.
Cette nouvelle musique mélange instruments traditionnels, synthétiseurs, batterie électronique et basse, remettant au goût du jour de vieilles mélodies. Le premier Festival raï a lieu à Oran en 1985. Face à l’engouement des jeunes algériens, le gouvernement reconnaît officiellement le raï.

### Internationalisation et naissance d'autres variantes

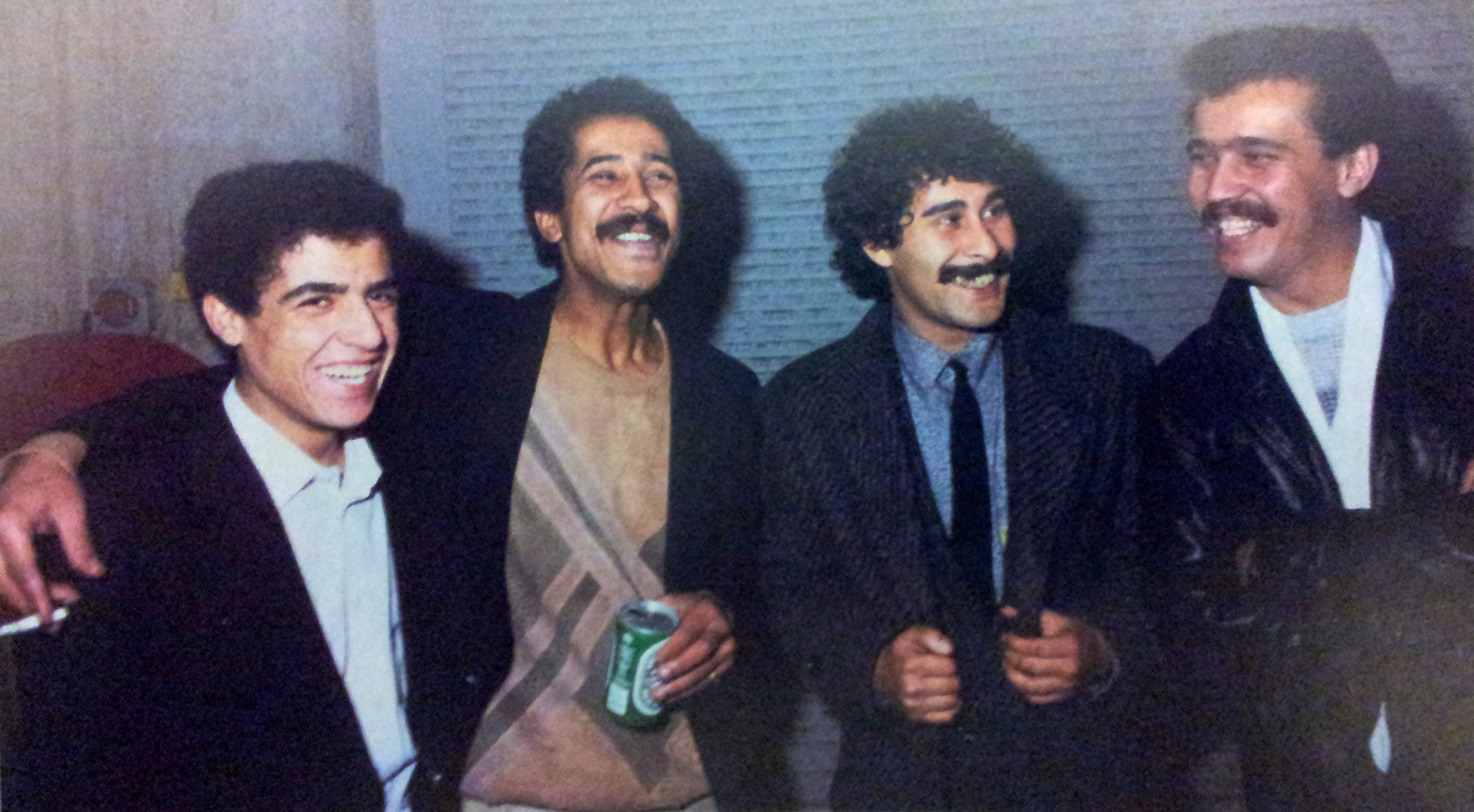
Festival de la chanson raï en France (1986), de gauche à droite : Cheb Mami, Cheb Khaled, Cheb Hamid, Cheb Sahraoui.

Au tout début des années 1980, les patrons de bars algériens de Paris diffusaient régulièrement des cassettes de Cheikha Djénia, Rimitti, Chaba Zohra, Cheb Khaled, Bellemou… que proposaient les clients. Parfois même des groupes s’y produisaient. On peut citer le bar de Bougie sur le boulevard de la Chapelle, le bar de Larry (métro Simplon, 18e arrondissement) que fréquentaient des journalistes de Libération et d’autres comme Le Pont tournant sur le quai de Jemmapes (10e)[réf. souhaitée].
En Algérie, Mohamed Balhi fait écouter de la musique raï au journaliste français Jean-Louis Hurst de Libération, qui lui consacre des articles. En 1986, le Festival de Raï de Bobigny organisé à la MC93 par Martin Meissonnier pendant quatre jours avec Cheb Khaled, Cheb Sahraoui, le groupe Raïna Raï, Cheb Kader, Cheb Mami, Cheb Hamid crée un emballement médiatique,. Deux ans plus tard sort l'album Kutche de Cheb Khaled et Safy Boutella réalisé par Martin Meissonnier. Arrivé en France à la fin des années 1980, le raï y atteint une forte popularité dans les années 1990 grâce d'une part à son enrichissement et son perfectionnement au contact des artistes et studios d'enregistrement français et d'autre part au soutien des jeunes issus de l'immigration maghrébine à la recherche d'une musique leur ressemblant. Les artistes les plus connus en France sont Cheb Kader (avec ses tubes légendaires tels que Sel Dem Draï et Sid El Houari en 1988,, donnant ce souffle international à la musique raï, en la fusionnant avec le raï traditionnel),  Khaled (Didi un tube qui fit le tour du monde), Rachid Taha (reprise de Ya Rayah, musique chaâbi de Dahmane El Harrachi), Faudel (Tellement n'bghick), Cheb Mami (Parisien du Nord) ou encore Dalida (Salma Ya Salama, vendu à plus de 300 000 d'exemplaires en 1977).
Son succès s'étend et se renforce lorsque des compositeurs de styles différents se joignent au mouvement (Jean-Jacques Goldman écrit Aïcha pour Khaled) et beaucoup de chansons sont interprétées en français. Le raï en profite pour se mélanger à d’autres formes de musique comme le rap, le reggae, le rock ou la musique techno. Puis, pendant l'été 2004, une nouvelle vague musicale conjuguant raï et rhythm and blues émerge en France, grâce notamment à la compilation Raï'n'B Fever qui réunit de grands noms des deux genres musicaux.
C'est donc au contact de l'Occident (à Marseille principalement) que le raï, né dans sa forme première à Oran, gagne ses lettres de noblesse et d'où naîtront de nouvelles variantes. Citons par exemple le raï-RnB du chanteur algérien Mohamed Lamine ou de la chanteuse Leslie. D'autant qu'en Algérie, la guerre civile entre le gouvernement et divers groupes islamiques crée des tensions dans la société, y compris dans la vie culturelle. En 1994, le roi du raï sentimental Cheb Hasni est assassiné à Oran, au coin de la rue où il vivait. Un mois plus tôt, au Festival Musicolor de Montreuil, le chanteur Cheb Sahraoui, qui s'y produit, indique à un journaliste du journal Le Monde : « Le raï est peut-être provocant, mais les intégristes, qui recrutent leur clientèle chez les jeunes des quartiers populaires, exactement comme nous, ne peuvent toucher ni au raï, ni au sport ». « Pour combien de temps ? », complète alors sa compagne, la chanteuse Chaba Fadela. Le rôle prépondérant de la France dans cette période (collaborations et influences d'artistes, studios d'orchestration, public…) explique pourquoi les chanteurs de raï parmi les plus connus à travers le monde ont fait leur révolution ou leur début en France.
Toutefois, le terme raï est parfois généralisé à des musiques arabes ou orientales occidentalisées et modernisées d'origine non algérienne : citons le cas de la chanteuse égypto-belge Natacha Atlas, le groupe ALABINA, la chanson Salama ya Salama de la chanteuse italo-égyptienne Dalida ou encore les tubes de chanteurs turco-allemands. Avec d'autres courants musicaux arabo-musulmans, le raï participe au succès en Occident du métissage musical Orient-Occident.

### Époque contemporaine
Au milieu des années 1990, la musique raï, est dépourvue de toute perspective d'évolution ou d'appellation contrôlée. En 1995, cheb Hindi, un vétéran de la génération comprenant des figures telles que Khaled et Cheb Sahraoui, a réussi à imposer deux titres qui ont conquis l'Algérie et la communauté raï. Le premier titre, intitulé ‘ala jalek engata’ el passeport (« à cause de toi je déchirerai mon passeport »), a suscité la réprobation de la censure du ministère de la Culture de l'époque. Le ministère a confondu un acte de patriotisme amoureux presque militant, exprimant le refus de quitter le pays par amour (« à cause de toi je déchirerai mon passeport, je resterai ici, je me fâcherai avec l'aéroport. »), avec une apologie de la destruction de documents administratifs. Le plus grand succès de cheb Hindi, fut nediha gaouria (« je la prendrai européenne »), qui lui a assuré une audience définitive.
L'année suivante, deux autres chansons à connotation politique et amoureuse ont fait sensation dans le paysage déjà saturé des succès du raï. Le premier titre, intitulé Charika gadra (littéralement : « l'entreprise capable »), a été interprété par un jeune cheb nommé Ghazi. Sous le titre pititate, cette chanson a suscité un intérêt particulier en raison de son caractère sociologiquement oranais. La deuxième chanson connue sous le titre de Chouli, à l'origine un hymne de supporteurs de football, qui se métamorphose en une sorte de lambada algérienne, et est déclinée sous une dizaine de versions différentes.
En 1997, le paysage musical fut marqué par l'émergence du cheb Abdou. Ce chanteur parvint à conquérir l'audimat grâce à une interprétation entraînante d'un ancien standard des medahates, avec lequel il avait amorcé sa carrière. En plus des succès incontournables qui enrichissent le répertoire des reprises et des adaptations, s'ajoutent un ensemble de chansons qui, à travers le prisme du raï, se fondent dans l'actualité. À titre d'exemples : And rassi tartguet, interprétée par Cheba Kheira, relate une situation où une explosion s'est produite à proximité d'elle. De même, Tabghi el boulissia, chantée par Cheb Akil, évoque une femme éprise des forces de l'ordre. Par ailleurs, d'autres compositions, plus conformes au genre raï, narrent les infortunes sentimentales. C'est dans ce contexte qu'émergea un engouement particulier pour Cheb Bilal et son style « raï chaabi » dès 1998.
En 1999, Cheb Djelloul inaugura ce qui deviendra une tendance régulière connue sous le nom de « raï ambiance ». En revanche, l'année suivante, Nani captiva les fêtards avec une chanson sentimentale dans la lignée de Cheb Hasni. Pendant ce temps, le vétéran du raï, Houari Benchenet, évoquait l'Oran du quartier Mdina Jdida d'antan, dans une pure tradition du style wahrani. En 2001, Houari Dauphin renoua avec le « raï ambiance » teinté d'inspiration meddahate avec son titre  Nediha Le-Sheraton (« Je l'emmènerai au Sheraton »), tandis que Cheikha Nedjma fit chavirer les foules avec un raï ancré dans la pure tradition des anciennes cheikhates. 
Enfin, l'été 2002 fut marqué par la montée en puissance du « raï robotique » avec deux jeunes artistes en pleine ascension : Cheba Djenet et Cheb Azzedine. Ces deux chanteurs abordent des thèmes forts de l'époque : les amours incertaines et l'émigration fantasmée. Reda Taliani chante en 2004 le tube de l’été Joséphine.
La période allant de 2005 à 2010 fut marquée par le développement et la diffusion généralisée d'un raï rythmé qualifié d'ambiance, caractérisée par une prolifération de chansons éphémères et rapidement oubliées, ainsi qu'une crise de la production due à la piraterie et à l'essor du téléchargement illégal. Malgré les périodes creuses et les problèmes personnels rencontrés par certains artistes tels que Mami et Khaled, les pionniers du genre parviennent à maintenir leur présence sur la scène musicale.
La disparition de Cheikha Rimitti en 2005 marque en quelque sorte la fin d'une époque de développement et d'expansion de cette musique. Moins hégémonique sur le territoire national, la chanson raï retrouve une consommation plus communautaire à l'étranger. Afin de se renouveler, elle se tourne vers des fusions avec le rap ou le gnaoui, tout en s'appuyant sur les valeurs qui prévalaient dans les années 1990, afin de continuer à exister dans le paysage musical national.
Des nouveaux chanteurs ont émergé et ont repris les titres des anciens. Ce qui a bouleversé le raï moderne c'est l'apparition de l'auto-tune, aussi la dominance des boîtes à rythmes dans les chansons. Quelques chanteurs d'aujourd'hui : Cheb Bilal Sghir, Cheb Houssem, Cheba Sabah, Cheba Warda Charlomanti, Cheb Mourad, Mohamed Benchenet, Cheba Dalila, Cheb Bello, Cheb Nadir.
Le centre national de recherches préhistoriques, anthropologiques et historiques (CNRPAH) algérien annonce 29 août 2016 avoir déposé en mars 2016 un dossier de candidature à l’Unesco pour classer le « Raï, chant populaire algérien » à la liste représentative du patrimoine culturel immatériel de l'humanité. Cette démarche est une volonté de classer ce genre musical, le raï, et ses textes de poésie tels qu’ils avaient existé au début du siècle dernier comme « forme d’expression musicale et poétique féminine », a expliqué, pour sa part, Abdelkader Bendameche, président du Conseil des arts et des lettres. Cette démarche est contestée au Maroc, qui considère que l'aire géographique du raï englobe aussi Oujda et sa région,,,. Cette contestation s'explique toutefois du fait de la dépendance culturelle de la ville d'Oujda à l'égard de la région de l'Oranie : de nombreux traits culturels Oujidis sont issus de la culture algérienne (la ville d'Oujda elle-même a été créée sous la dynastie Zénète correspondant à l'actuelle Algérie). Le 1er décembre 2022, le Raï algérien entre au patrimoine culturel immatériel de l’Unesco.

## Artistes

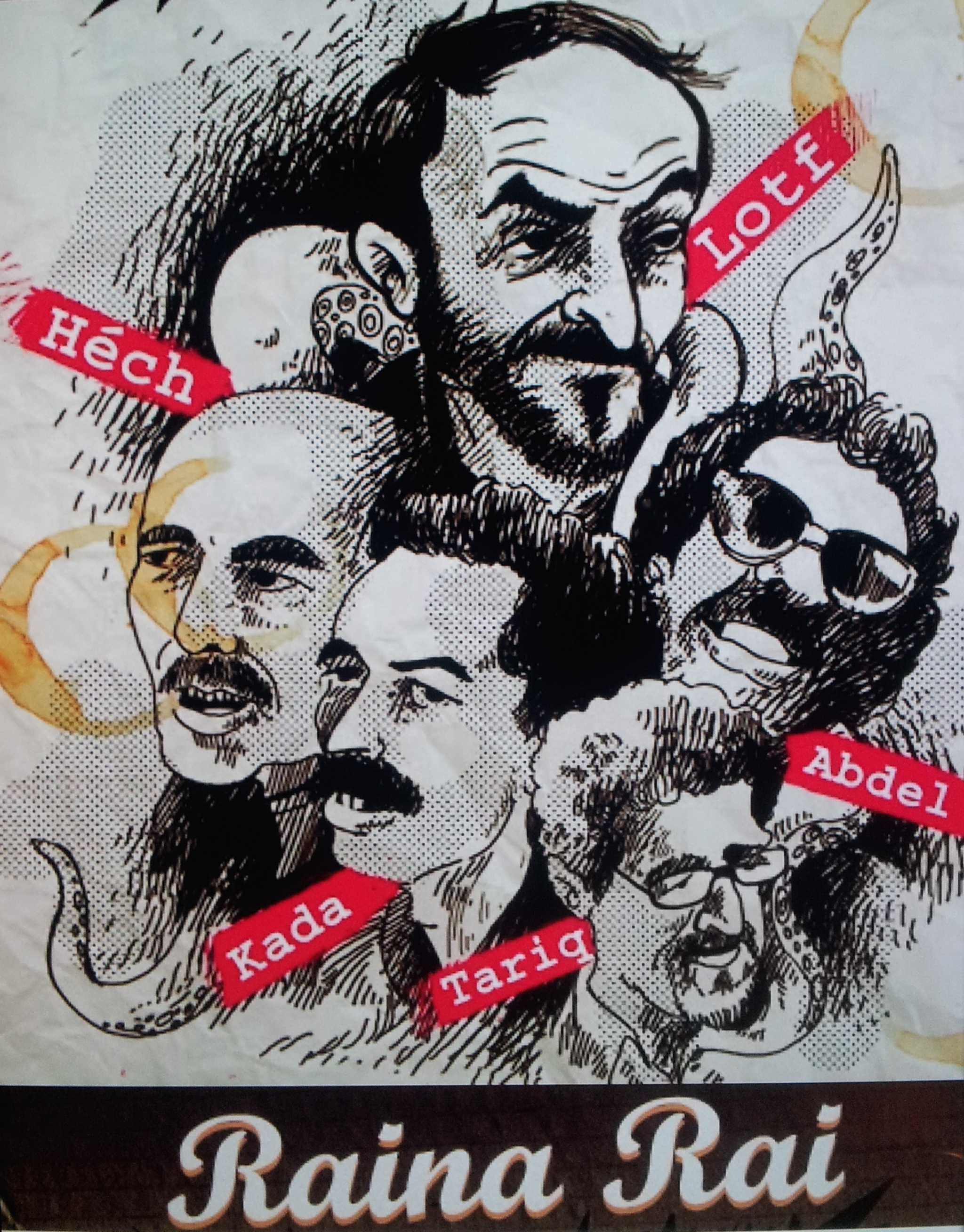
Le groupe mythique Raïna Raï, formé en 1980, qui se démarque de tout ce qui se fait à l’époque sur la scène musicale algérienne et très célèbre à l'étranger.

- Cheb Akil
- Cheb Khaled
- Cheb Hasni
- Cheb Anouar
- Cheb Azzeddine
- Cheb Bilal
- Chaba Fadela
- Faudel
- Cheb Kader
- Cheb Mami
- Cheb Moumen
- Djilali Amarna
- Cheb Najim
- Cheb Nasro
- Cheb Mami
- Cheb Momo
- Cheb Redouane
- Chaba Zahouania
- Cheikh Hamada
- Cheikh Khaldi
- Cheikha Djénia
- Cheikha Rabia
- Cheikha Remitti
- Houari Benchenet
- Houari Dauphin
- Messaoud Bellemou
- Mohamed Lamine
- Rachid Taha
- Raïna Raï
- Sofiane Saidi

## Annexe

### Filmographie
- 1995 : Raï, film de Thomas Gilou
- 2022 : Raï is not dead, film documentaire en six parties réalisé par Simon Maisonobe et Hadj Sameer et diffusé sur Arte[36]

### Radio
- « Le Raï, une histoire algérienne : un podcast à écouter en ligne », sur France Culture, 12 février 2024